# Kumiko Okada
Kumiko Okada (jap. 岡田久美子 Okada Kumiko; ur. 17 października 1991 w Ageo w prefekturze Saitama) – japońska lekkoatletka specjalizująca się w chodzie sportowym.
Na początku międzynarodowej kariery – w sezonie 2008 – zdobyła brązowy medal mistrzostw Azji juniorów oraz była ósma na mistrzostwach świata juniorów. Dwa lata później zdobyła brąz kolejnej edycji juniorskich mistrzostw globu. W latach 2008–2010 trzy razy poprawiała rekord Japonii juniorek w chodzie na 10 000 metrów. Tuż za podium – na czwartym miejscu – ukończyła chód na 20 kilometrów podczas mistrzostw Azji w chodzie sportowym (2011). Wielokrotna złota medalistka mistrzostw Japonii.
Rekordy życiowe: chód na 10 000 metrów – 42:51,82 (8 grudnia 2019, Nagasaki); chód na 20 kilometrów – 1:27:41 (9 czerwca 2019, A Coruña) rekord Japonii.

## Osiągnięcia
| Rok  | Impreza                                          | Miejsce        | Konkurencja                 | Lokata      | Wynik    |
| ---- | ------------------------------------------------ | -------------- | --------------------------- | ----------- | -------- |
| 2008 | Mistrzostwa Azji juniorów                        | Dżakarta       | chód na 10 000 m            | 3. miejsce  | 47:01,45 |
| 2008 | Mistrzostwa świata juniorów                      | Bydgoszcz      | chód na 10 000 m            | 8. miejsce  | 46:10,26 |
| 2010 | Mistrzostwa świata juniorów                      | Moncton        | chód na 10 000 m            | 3. miejsce  | 46:56,15 |
| 2011 | Mistrzostwa Azji w chodzie sportowym             | Nomi           | chód na 20 km               | 4. miejsce  | 1:34:30  |
| 2011 | Uniwersjada                                      | Shenzhen       | chód na 20 km               | 16. miejsce | 1:54:07  |
| 2014 | Puchar świata w chodzie sportowym                | Taicang        | chód na 20 km               | 54. miejsce | 1:35:37  |
| 2015 | Mistrzostwa Azji w chodzie sportowym             | Nomi           | chód na 20 km               | 2. miejsce  | 1:29:46  |
| 2015 | Mistrzostwa świata                               | Pekin          | chód na 20 km               | 25. miejsce | 1:34:56  |
| 2016 | Igrzyska olimpijskie                             | Rio de Janeiro | chód na 20 km               | 16. miejsce | 1:32:42  |
| 2017 | Mistrzostwa świata                               | Londyn         | chód na 20 km               | 18. miejsce | 1:31:19  |
| 2018 | Drużynowe mistrzostwa świata w chodzie sportowym | Taicang        | chód na 20 km               | 22. miejsce | 1:31:29  |
| 2018 | Igrzyska azjatyckie                              | Dżakarta       | chód na 20 km               | 3. miejsce  | 1:34:02  |
| 2019 | Mistrzostwa świata                               | Doha           | chód na 20 km               | 6. miejsce  | 1:34:36  |
| 2021 | Igrzyska olimpijskie                             | Tokio          | chód na 20 km               | 15. miejsce | 1:31:57  |
| 2022 | Mistrzostwa świata                               | Eugene         | chód na 20 km               | 14. miejsce | 1:31:53  |
| 2024 | Drużynowe mistrzostwa świata w chodzie sportowym | Antalya        | sztafeta mieszana w chodzie | 2. miejsce  | 2:57:04  |
| 2024 | Igrzyska olimpijskie                             | Paryż          | chód na 20 km               | –           | DNS      |
| 2024 | Igrzyska olimpijskie                             | Paryż          | sztafeta mieszana w chodzie | 8. miejsce  | 2:55:40  |